# نوا کمیکال
نوا کمیکال (انگلیسی: Nova Chemicals) شرکت صنایع شیمیایی کانادایی است، که در سال ۱۹۵۴ تأسیس شد.